# Mark Curry
Mark Curry (Stafford, 27 de agosto de 1961) é um apresentador de televisão inglês. Ele iniciou sua carreira na televisão com sete anos no show do ITV Junior Showtime e realizado filmes na década de 1980, com destaque a Bugsy Malone. Também foi apresentador do programa infantil Blue Peter entre 23 de Junho de 1986 e 26 de Junho de 1989.